# Pisistrato (personaggio mitologico)
Pisistrato (in greco antico: Πεισίστρατος) è un personaggio della mitologia greca ed è figlio più giovane di Nestore il re di Pilo.

I suoi fratelli sono Antiloco, Areto, Echefrone, Perseo, Trasimede, Pisidice, Policasta e Stratio.
La madre, a seconda dei miti è Anassibia oppure Euridice.

## Mitologia
Diventa un amico intimo di Telemaco, il figlio di Odisseo, ed è il primo ad accoglierlo quando giunge alla reggia accompagnato da Mentore, sotto le cui spoglie si celava la Dea Atena. Serio e giudizioso, è ancora celibe. Accompagnerà il principe itacense nella sua infruttuosa ricerca di notizie riguardanti la sorte del padre scomparso.
Come il suo quasi coetaneo compagno di viaggio, anche Pisistrato non era che un infante quando suo padre e i fratelli maggiori Antiloco e Trasimede hanno dovuto lasciare la propria patria per andar a combattere nella guerra di Troia.
Nel Canto IV i due giovani si recano assieme a Sparta a cercar notizie alla corte di Elena e Menelao.
Nel Canto XV Telemaco e Pisistrato fanno ritorno a Pilo.

## Storia
La famiglia del tiranno ateniese Pisistrato affermava di discendere da lui, a quel che ne dice Erodoto nelle sue Storie.